# Jan Čarvaš
Jan Čarvaš (13. listopadu 1945 Brno – 19. září 2008 Brno) byl český baskytarista a zpěvák.

## Kariéra
Členem brněnské skupiny Synkopy 61 se stal v listopadu 1961, tedy necelý rok po jejím založení, působil zde jako kontrabasista, později baskytarista a zpěvák. Se Synkopami hrál do léta 1980, kdy z kapely odešel, aby dokončil studium na Vysoké škole zvěrolékařské. Poté se věnoval praxi veterináře. Se Synkopami vystoupil v roce 1992 na koncertech série Comeback a hrál s nimi v obnovené skupině v letech 1995 až 1998.